# Achille Amerio
Achille Franco Luigi Amerio (* 29. November 1948 in Glasgow) ist ein ehemaliger italienischer Diplomat.

## Leben
Achille Amerio studierte Rechtswissenschaft an der Universität La Sapienza.
Er trat 1974 in den auswärtigen Dienst.
Er wurde in Lausanne, Bukarest, Ankara, Paris, Moskau, sowie der Vertretung der italienischen Regierung beim Nordatlantikrat beschäftigt.
Von 2004 bis 2008 war er Botschaftsrat im italienischen Verteidigungsministerium.
Von März 2008 bis 5. Juni 2012 war er Botschafter in Damaskus.